# Summit League (pallavolo)
La Summit League è una delle 32 conference di pallavolo femminile affiliate alla NCAA Division I, la squadra vincitrice accede di diritto al torneo NCAA.

## Membri

| Squadra                | Sede        | Stato           | Fondazione | Soprannome     | Affiliazione |
| ---------------------- | ----------- | --------------- | ---------- | -------------- | ------------ |
| Denver                 | Denver      | Colorado        | 1983       | Pioneers       | 2013         |
| Missouri-Kansas City   | Kansas City | Missouri        | 1987       | Roos           | 2020         |
| North Dakota           | Grand Forks | Dakota del Nord | 1976       | Fighting Hawks | 2018         |
| North Dakota State     | Fargo       | Dakota del Nord | 1978       | Bison          | 2007         |
| Oral Roberts           | Tulsa       | Oklahoma        | 1975       | Golden Eagles  | 2014         |
| Nebraska Omaha         | Omaha       | Nebraska        | 1970       | Mavericks      | 2012         |
| St. Thomas (Minnesota) | Saint Paul  | Minnesota       | ?          | Tommies        | 2021         |
| South Dakota           | Vermillion  | Dakota del Sud  | 1973       | Coyotes        | 2011         |
| South Dakota State     | Brookings   | Dakota del Sud  | 1966       | Jackrabbits    | 2007         |

### Ex membri
| College               | Ingresso | Uscita |
| --------------------- | -------- | ------ |
| Western Illinois      | 1982     | 2022   |
| Cleveland State       | 1992     | 1993   |
| Illinois Chicago      | 1992     | 1993   |
| Northern Illinois     | 1992     | 1993   |
| UW-Green Bay          | 1992     | 1993   |
| Wright State          | 1992     | 1993   |
| Eastern Illinois      | 1992     | 1995   |
| Youngstown State      | 1992     | 2000   |
| Valparaiso            | 1992     | 2006   |
| Milwaukee             | 1993     | 1993   |
| Northeastern Illinois | 1994     | 1997   |
| SUNY Buffalo          | 1994     | 1997   |
| Chicago State         | 1994     | 2005   |
| Troy                  | 1996     | 1996   |
| Oakland               | 1998     | 2012   |
| IP Indianapolis       | 1998     | 2017   |
| Centenary College     | 2003     | 2010   |
| Purdue Fort Wayne     | 2007     | 2019   |
| Southern Utah         | 2009     | 2011   |

## Arene
| Squadre                | Arene                        | Capacità |
| ---------------------- | ---------------------------- | -------- |
| Denver                 | Hamilton Gymnasium           | 2 500    |
| Missouri-Kansas City   | Swinney Recreation Center    | 1 500    |
| Nebraska Omaha         | Baxter Arena                 | 7 898    |
| North Dakota           | Betty Engelstad Sioux Center | 3 300    |
| North Dakota State     | Bentson Bunker Fieldhouse    | 1 206    |
| Oral Roberts           | Cooper Aerobics Center       | ?        |
| St. Thomas (Minnesota) | Schoenecker Arena            | 1 800    |
| South Dakota           | Sanford Coyote Sports Center | 6 000    |
| South Dakota State     | Frost Arena                  | 6 500    |

## Albo d'oro
| Dal 1992 al 2006 la competizione è denominata Mid-Continent Conference |                    |                      |   |
| 1992 Dettagli                                                          | Northern Illinois  | Western Illinois     | - |
| 1993 Dettagli                                                          | Northern Illinois  | Wright State         | - |
| 1994 Dettagli                                                          | Valparaiso         | Youngstown State     | - |
| 1995 Dettagli                                                          | Valparaiso         | Eastern Illinois     | - |
| 1996 Dettagli                                                          | Valparaiso         | Troy State           | - |
| 1997 Dettagli                                                          | Oral Roberts       | Missouri-Kansas City | - |
| 1998 Dettagli                                                          | Oral Roberts       | Youngstown State     | - |
| 1999 Dettagli                                                          | Oral Roberts       | Youngstown State     | - |
| 2000 Dettagli                                                          | Oral Roberts       | IP Indianapolis      | - |
| 2001 Dettagli                                                          | Oral Roberts       | Valparaiso           | - |
| 2002 Dettagli                                                          | Oral Roberts       | IP Indianapolis      | - |
| 2003 Dettagli                                                          | Valparaiso         | Oral Roberts         | - |
| 2004 Dettagli                                                          | Valparaiso         | Oral Roberts         | - |
| 2005 Dettagli                                                          | Valparaiso         | Oral Roberts         | - |
| 2006 Dettagli                                                          | Oral Roberts       | Valparaiso           | - |
| Dal 2007 la competizione è denominata Summit League                    |                    |                      |   |
| 2007 Dettagli                                                          | South Dakota State | IPFW                 | - |
| 2008 Dettagli                                                          | North Dakota State | Oral Roberts         | - |
| 2009 Dettagli                                                          | IPFW               | North Dakota State   | - |
| 2010 Dettagli                                                          | North Dakota State | IPFW                 | - |
| 2011 Dettagli                                                          | North Dakota State | Oral Roberts         | - |
| 2012 Dettagli                                                          | IPFW               | IP Indianapolis      | - |
| 2013 Dettagli                                                          | IP Indianapolis    | Denver               | - |
| 2014 Dettagli                                                          | Denver             | IP Indianapolis      | - |
| 2015 Dettagli                                                          | Denver             | Nebraska Omaha       | - |
| 2016 Dettagli                                                          | Denver             | South Dakota         | - |
| 2017 Dettagli                                                          | Denver             | Oral Roberts         | - |
| 2018 Dettagli                                                          | South Dakota       | Denver               | - |
| 2019 Dettagli                                                          | Denver             | Nebraska Omaha       | - |
| 2020 Dettagli                                                          | South Dakota       | Denver               | - |
| 2021 Dettagli                                                          | South Dakota       | Nebraska Omaha       | - |
| 2022 Dettagli                                                          | South Dakota       | Nebraska Omaha       | - |
| 2023 Dettagli                                                          | Nebraska Omaha     | Missouri-Kansas City | - |
| 2024 Dettagli                                                          | South Dakota       | South Dakota State   | - |

## Palmarès
| Squadre            | Titoli | Stagioni                                 |
| ------------------ | ------ | ---------------------------------------- |
| Oral Roberts       | 7      | 1997, 1998, 1999, 2000, 2001, 2002, 2006 |
| Valparaiso         | 6      | 1994, 1995, 1996, 2003, 2004, 2005       |
| Denver             | 5      | 2014, 2015, 2016, 2017, 2019             |
| South Dakota       | 5      | 2018, 2020, 2021, 2022, 2024             |
| North Dakota State | 3      | 2008, 2010, 2011                         |
| Northern Illinois  | 2      | 1992, 1993                               |
| Purdue Fort Wayne  | 2      | 2009, 2012                               |
| South Dakota State | 1      | 2007                                     |
| IP Indianapolis    | 1      | 2013                                     |
| Nebraska Omaha     | 1      | 2023                                     |